# گوتین
گوتین (به آلمانی: Göttin) یک شهر در آلمان است که در هرتسوگتوم لاونبورگ واقع شده‌است.
 گوتین  ۴۸ نفر جمعیت دارد.